# Hedgpethia caudata
Hedgpethia caudata is een zeespin uit de familie Colossendeidae. De soort behoort tot het geslacht Hedgpethia. Hedgpethia caudata werd in 1993 voor het eerst wetenschappelijk beschreven door Turpaeva. 